# Maison des Tabatabaei
La Maison des Tabatabaei ou Khāneh-yé Tabātabāeihā est une maison historique célèbre de Kachan en Iran.

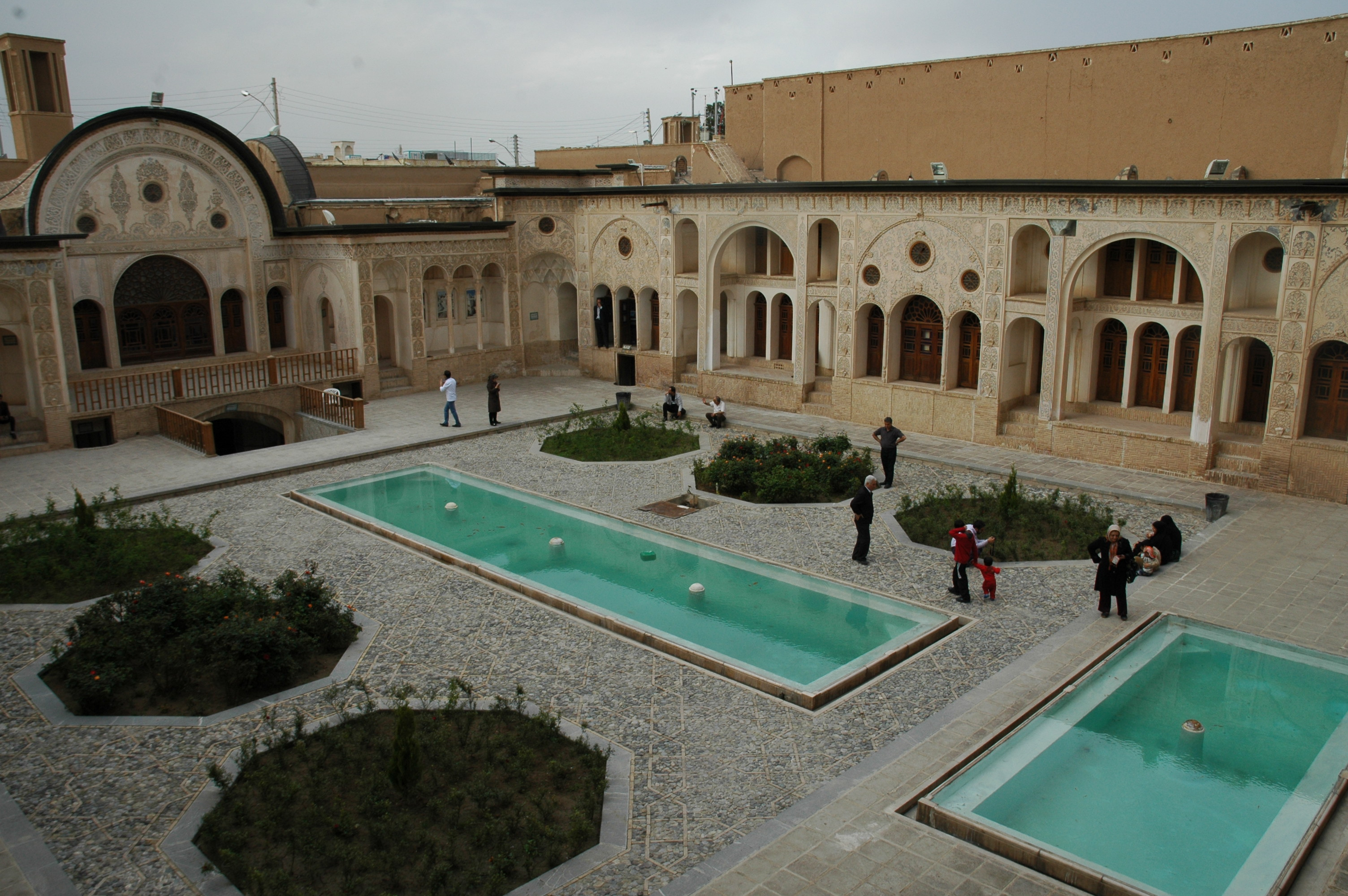
La Maison des Tabatabaei
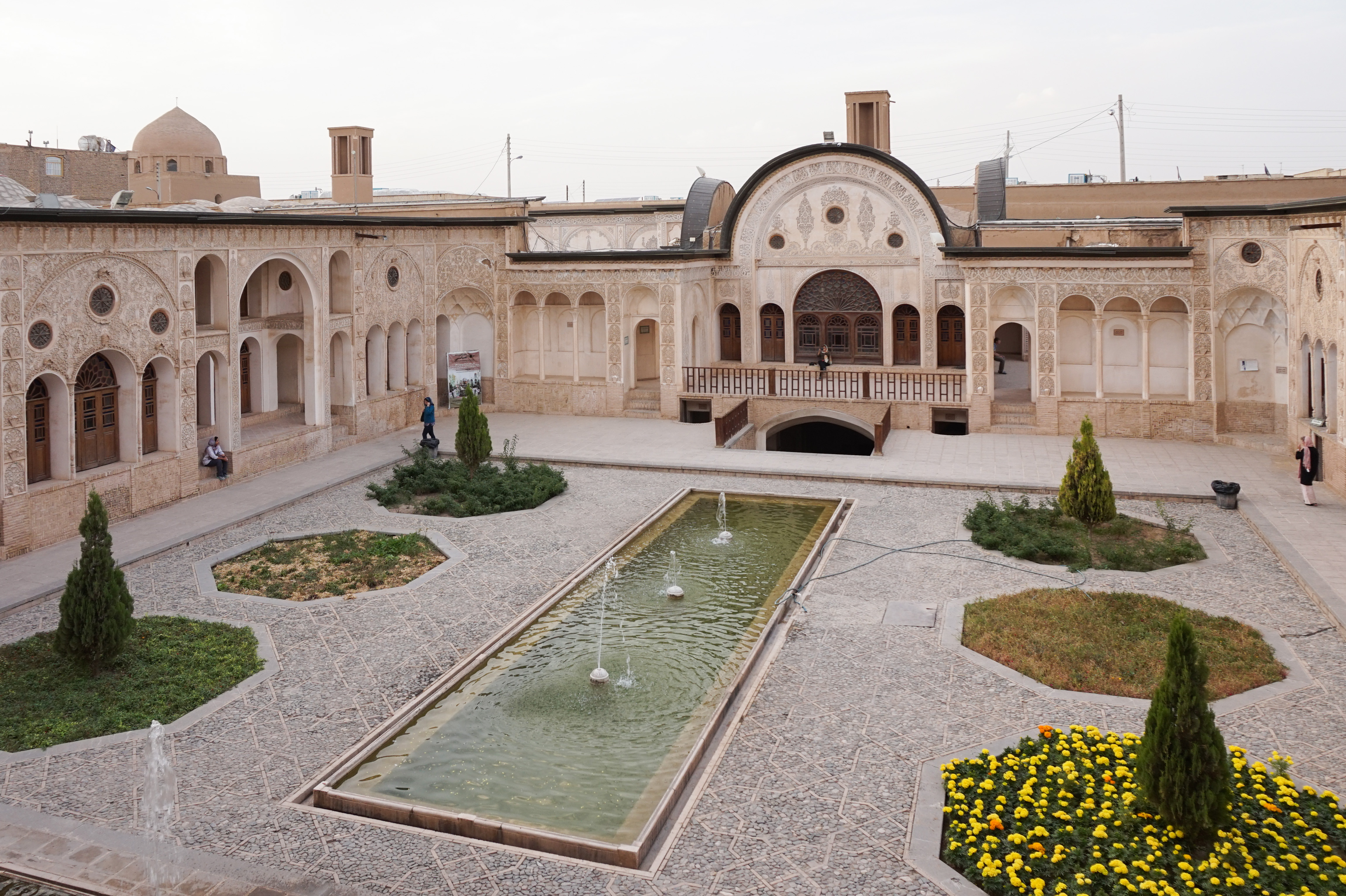
Vue de la cour principale
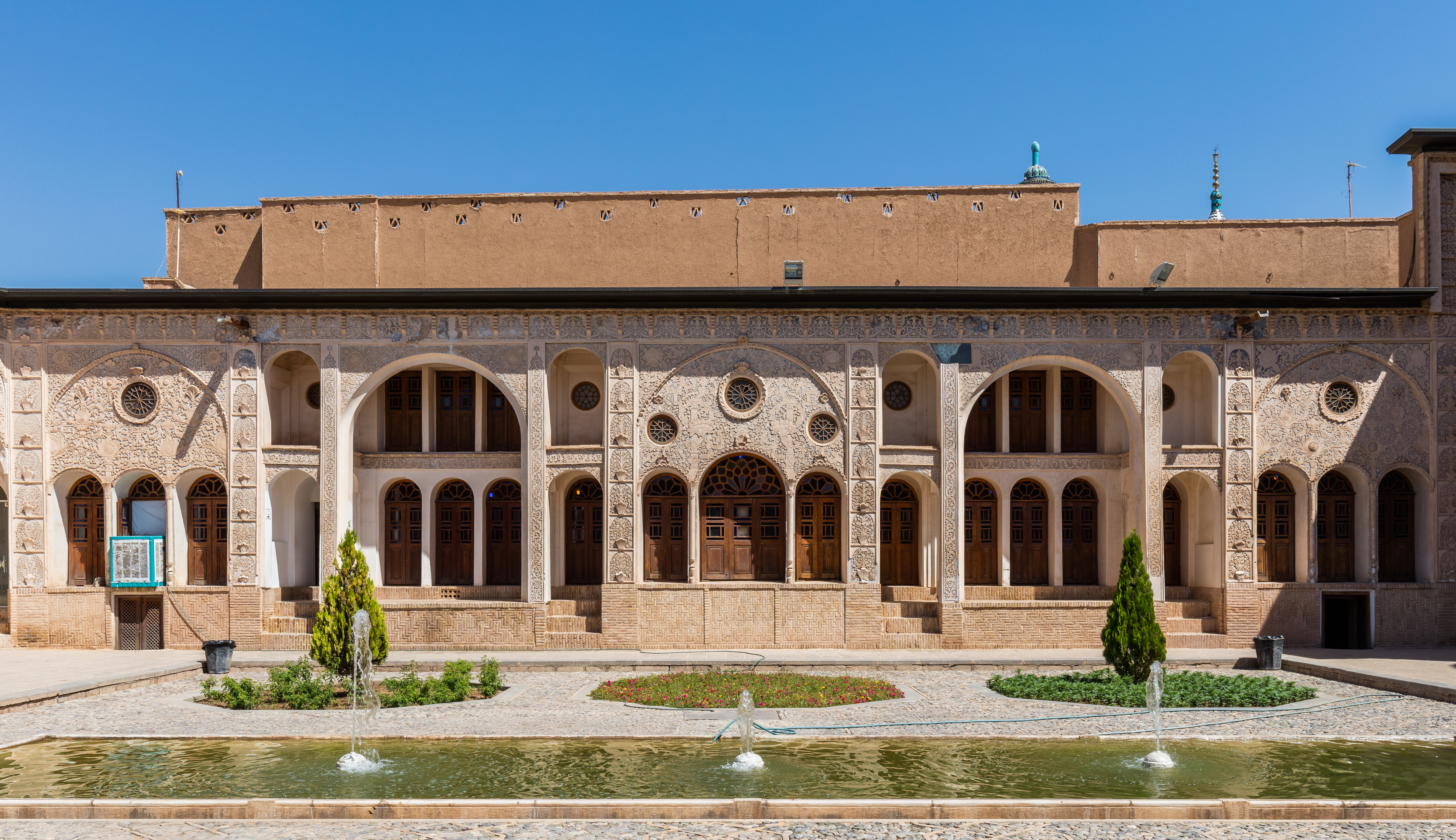
Un des bâtiments de la maison
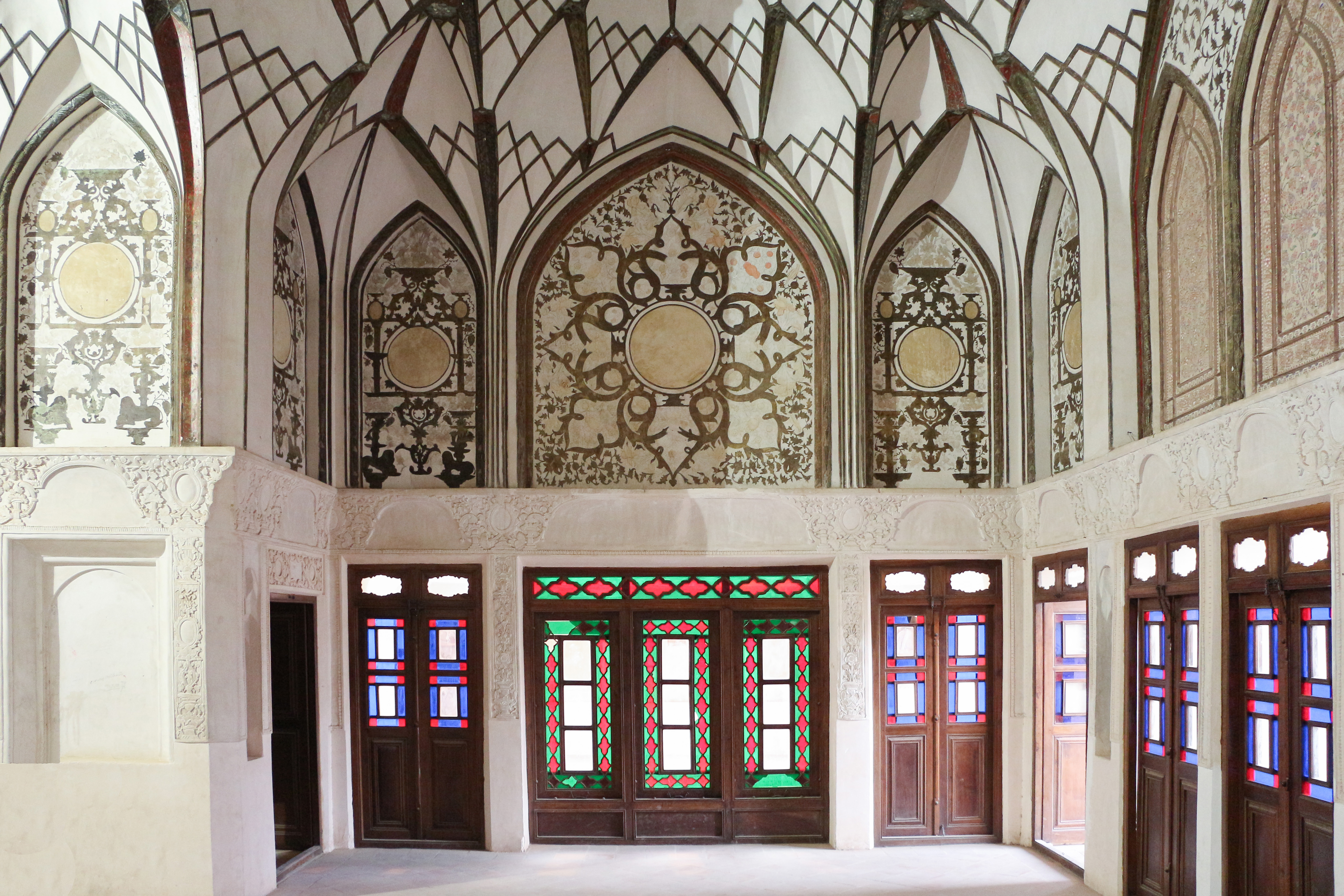
Intérieur
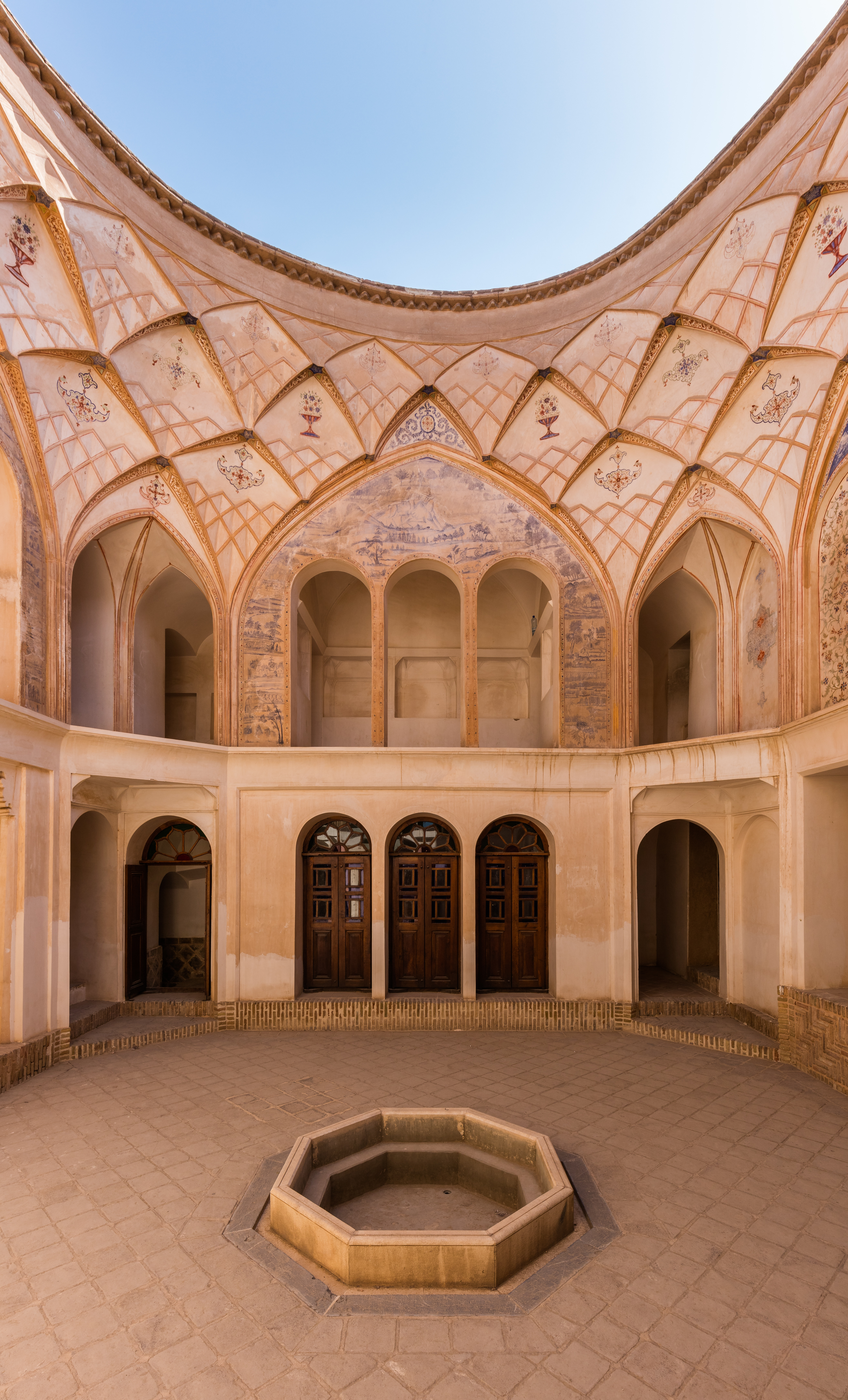
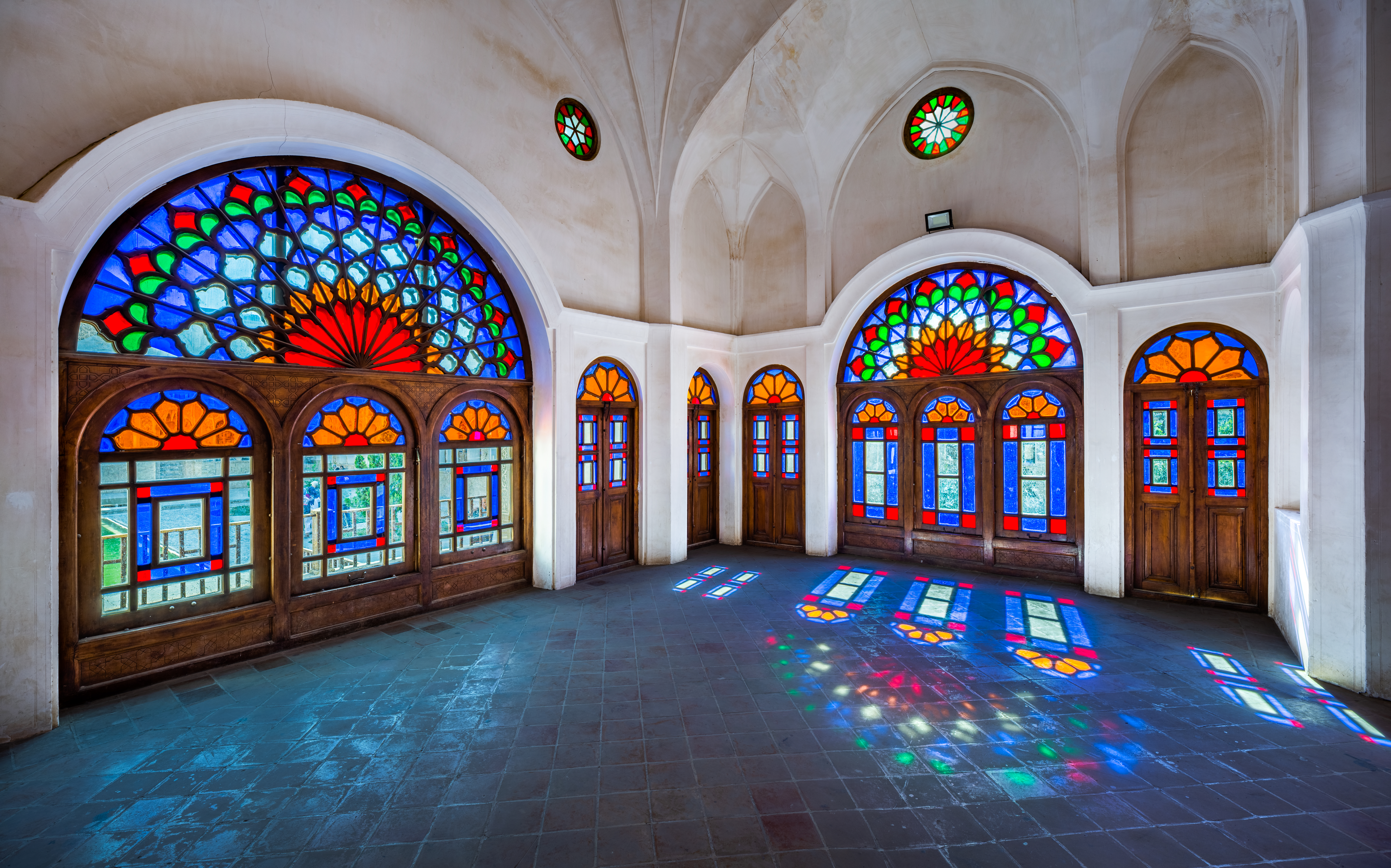
Une pièce à l'intérieur de la maison des Tabatabaei. Octobre 2019.
Une autre pièce dans la maison des Tabatabaei. Aout 2020.
Plafond dans la maison des Tabatabaei. Aout 2020.

La maison fut construite dans les années 1840 pour l'influente famille des Tabātabāei, fameux marchands de tapis.
La maison est composée de quatre belles cours, de murs peints et gravés, avec des ouvertures sous forme d'élégantes fenêtres décorées de vitraux ainsi que d'éléments de l'architecture résidentielle persane traditionnelle tels que le birouni et l'andarouni.
La maison fut conçue par Oustad Ali Maryam. C'est le même architecte qui construisit plus tard la maison des Boroudjerdi pour la fille des Tabātabāei qui venait de se marier dans cette famille.